# لينا هينتشيل
لينا هينتشيل (من مواليد 17 يونيو 2001) هي لاعبة غطس ألمانية، فازت بالميدالية الفضية في مسابقة القفز المتزامن 3 أمتار في بطولة أوروبا للرياضات المائية 2018.
احتلت المركز الحادي والعشرين في الجولة التمهيدية في حدث القفز من المنصة للسيدات على ارتفاع متر واحد في بطولة العالم للألعاب المائية 2019 التي أقيمت في غوانغو، كوريا الجنوبية. وفي حدث القفز من المنصة للسيدات على ارتفاع 3 أمتار، احتلت المركز الثاني والثلاثين في الجولة التمهيدية. نافست في دورة الألعاب الأولمبية الصيفية 2024 حيث جاءت في المركز السادس في حدث القفز من المنصة ارتفاع 3 أمتار إلى جانب جيت مولر.